# Illartein
Illartein est une commune française située dans l'ouest du département de l'Ariège, en région Occitanie. Sur le plan historique et culturel, la commune fait partie du Couserans, pays aux racines gasconnes structuré par le cours du Salat.
Exposée à un climat de montagne, elle est drainée par la Bouigane et par divers autres petits cours d'eau. La commune possède un patrimoine naturel remarquable composé de quatre zones naturelles d'intérêt écologique, faunistique et floristique.
Illartein est une commune rurale qui compte 73 habitants en 2022, après avoir connu un pic de population de 507 habitants en 1872. Elle fait partie de l'aire d'attraction de Saint-Girons. Ses habitants sont appelés les Illarteinais ou Illarteinaises.

## Géographie

### Localisation
1. Carte dynamique
2. Carte OpenStreetMap
3. Carte topographique
4. Carte avec les communes environnantes

La commune d'Illartein se trouve dans le département de l'Ariège, en région Occitanie.
Elle se situe à 52 km à vol d'oiseau de Foix, préfecture du département, et à 16 km de Saint-Girons, sous-préfecture.
Les communes les plus proches sont : 
Buzan (0,6 km), Aucazein (0,8 km), Villeneuve (1,3 km), Argein (2,3 km), Orgibet (2,5 km), Saint-Jean-du-Castillonnais (2,8 km), Sor (4,0 km), Augirein (4,0 km).
Sur le plan historique et culturel, Illartein fait partie du Couserans, pays aux racines gasconnes structuré par le cours du Salat (affluent de la Garonne), que rien ne prédisposait à rejoindre les anciennes dépendances du comté de Foix.
|          | Buzan     |                                    |
| Orgibet  | Illartein | Aucazein                           |
| Augirein | Antras    | Bonac-Irazein (par un quadripoint) |

Commune des Pyrénées située dans le Castillonnais en Couserans dans la vallée de la Bellongue sur l'ancienne route nationale 618. Bien qu'entièrement enclavée dans le périmètre du parc naturel régional des Pyrénées ariégeoises, la commune n'en est pas membre mais elle fait partie de la communauté de communes Couserans - Pyrénées.

### Géologie et relief
La commune est située dans les Pyrénées, une chaîne montagneuse jeune, érigée durant l'ère tertiaire (il y a 40 millions d'années environ), en même temps que les Alpes. Les terrains affleurants sur le territoire communal sont constitués de roches pour partie sédimentaires et pour partie métamorphiques datant du Mésozoïque, anciennement appelé Ère secondaire, qui s'étend de −252,2 à −66,0 Ma. La structure détaillée des couches affleurantes est décrite dans la feuille « n°1073 - Aspect » de la carte géologique harmonisée au 1/50 000ème du département de l'Ariège, et sa notice associée.
La superficie cadastrale de la commune publiée par l’Insee, qui sert de références dans toutes les statistiques, est de 3,97 km2,. La superficie géographique, issue de la BD Topo, composante du Référentiel à grande échelle produit par l'IGN, est quant à elle de 3,95 km2. Son relief est particulièrement escarpé puisque la dénivelée maximale atteint 1 166 mètres. L'altitude du territoire varie entre 555 m et 1 721 m.

### Hydrographie

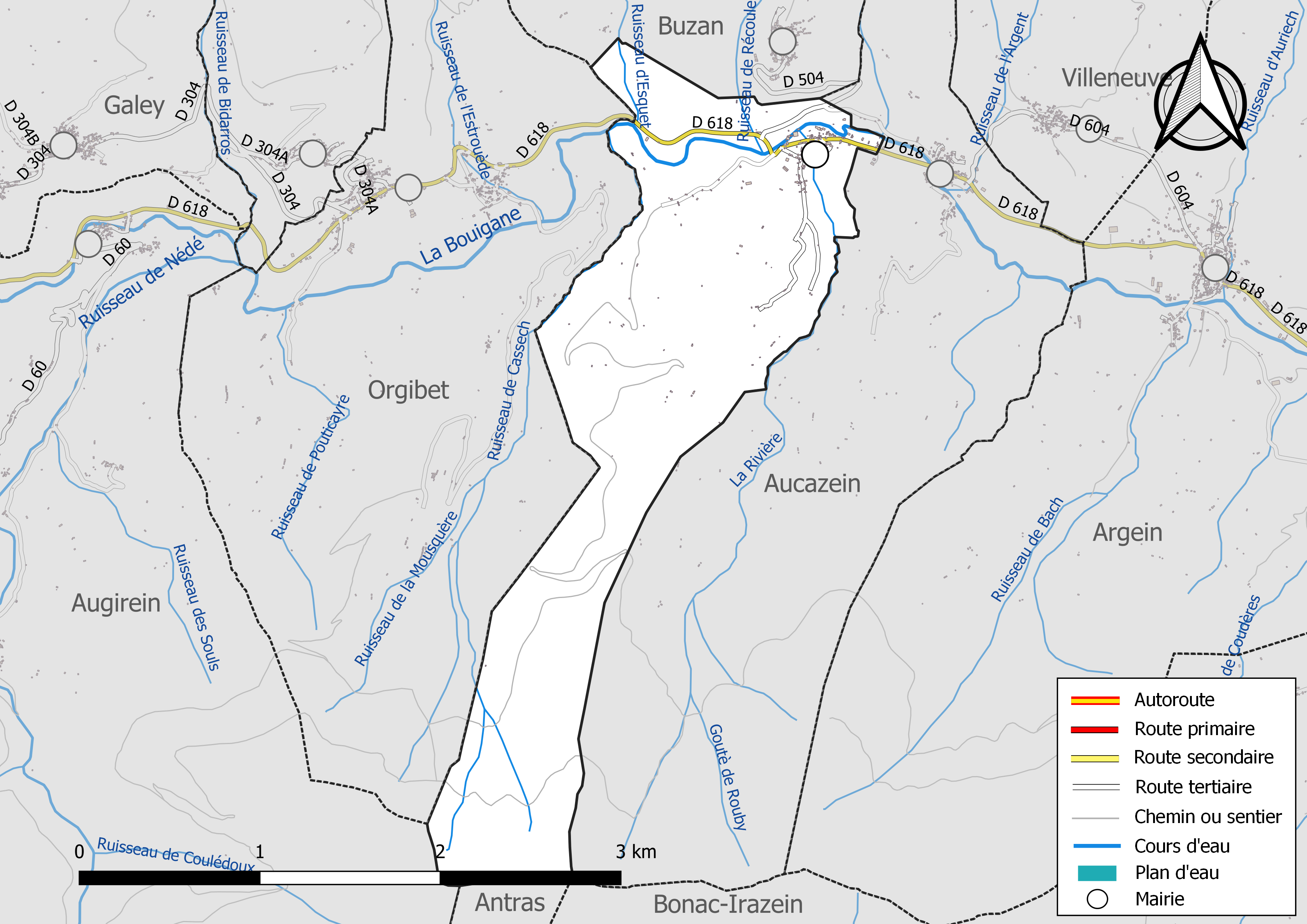
Réseaux hydrographique et routier d'Illartein.

La commune est dans le bassin versant de la Garonne, au sein du bassin hydrographique Adour-Garonne. Elle est drainée par la Bouigane, la Rivière, le ruisseau de Cassech, le ruisseau de Récoule, le ruisseau d'Esquet et par un petit cours d'eau, constituant un réseau hydrographique de 6 km de longueur totale,.
La Bouigane, d'une longueur totale de 24,2 km, prend sa source dans la commune de Saint-Lary et s'écoule du sud vers le nord puis d'ouest en est. Elle traverse la commune et se jette dans le Lez à Audressein, après avoir traversé 8 communes.

### Climat
Pour des articles plus généraux, voir Climat de l'Occitanie et Climat de l'Ariège.
En 2010, le climat de la commune est de type climat des marges montargnardes, selon une étude s'appuyant sur une série de données couvrant la période 1971-2000. En 2020, Météo-France publie une typologie des climats de la France métropolitaine dans laquelle la commune est exposée à un climat de montagne et est dans la région climatique Pyrénées centrales, caractérisée par une pluviométrie annuelle de 1 000 à 1 200 mm.
Pour la période 1971-2000, la température annuelle moyenne est de 11 °C, avec une amplitude thermique annuelle de 14,8 °C. Le cumul annuel moyen de précipitations est de 1 030 mm, avec 9,9 jours de précipitations en janvier et 7 jours en juillet. Pour la période 1991-2020, la température moyenne annuelle observée sur la station météorologique la plus proche, située sur la commune d'Augirein à 4 km à vol d'oiseau, est de 11,7 °C et le cumul annuel moyen de précipitations est de 1 257,9 mm,. Pour l'avenir, les paramètres climatiques de la commune estimés pour 2050 selon différents scénarios d'émission de gaz à effet de serre sont consultables sur un site dédié publié par Météo-France en novembre 2022.

### Milieux naturels et biodiversité
L’inventaire des zones naturelles d'intérêt écologique, faunistique et floristique (ZNIEFF) a pour objectif de réaliser une couverture des zones les plus intéressantes sur le plan écologique, essentiellement dans la perspective d’améliorer la connaissance du patrimoine naturel national et de fournir aux différents décideurs un outil d’aide à la prise en compte de l’environnement dans l’aménagement du territoire.
Deux ZNIEFF de type 1 sont recensées sur la commune :
le « réseau hydrographique de la Bouigane en aval de Saint-Lary » (114 ha), couvrant 14 communes dont 13 dans l'Ariège et 1 dans la Haute-Garonne, et 
le « sud de la vallée de la Bellongue » (6 155 ha), couvrant 16 communes dont 13 dans l'Ariège et 3 dans la Haute-Garonne
et deux ZNIEFF de type 2, : 
- le « massif d'Arbas » (27 233 ha), couvrant 90 communes dont 48 dans l'Ariège et 42 dans la Haute-Garonne[25] ;
- les « montagnes entre la haute vallée de la Garonne et la haute vallée du Lez » (28 414 ha), couvrant 21 communes dont 15 dans l'Ariège et 6 dans la Haute-Garonne[26].

Carte des ZNIEFF de type 1 et 2 à Illartein.
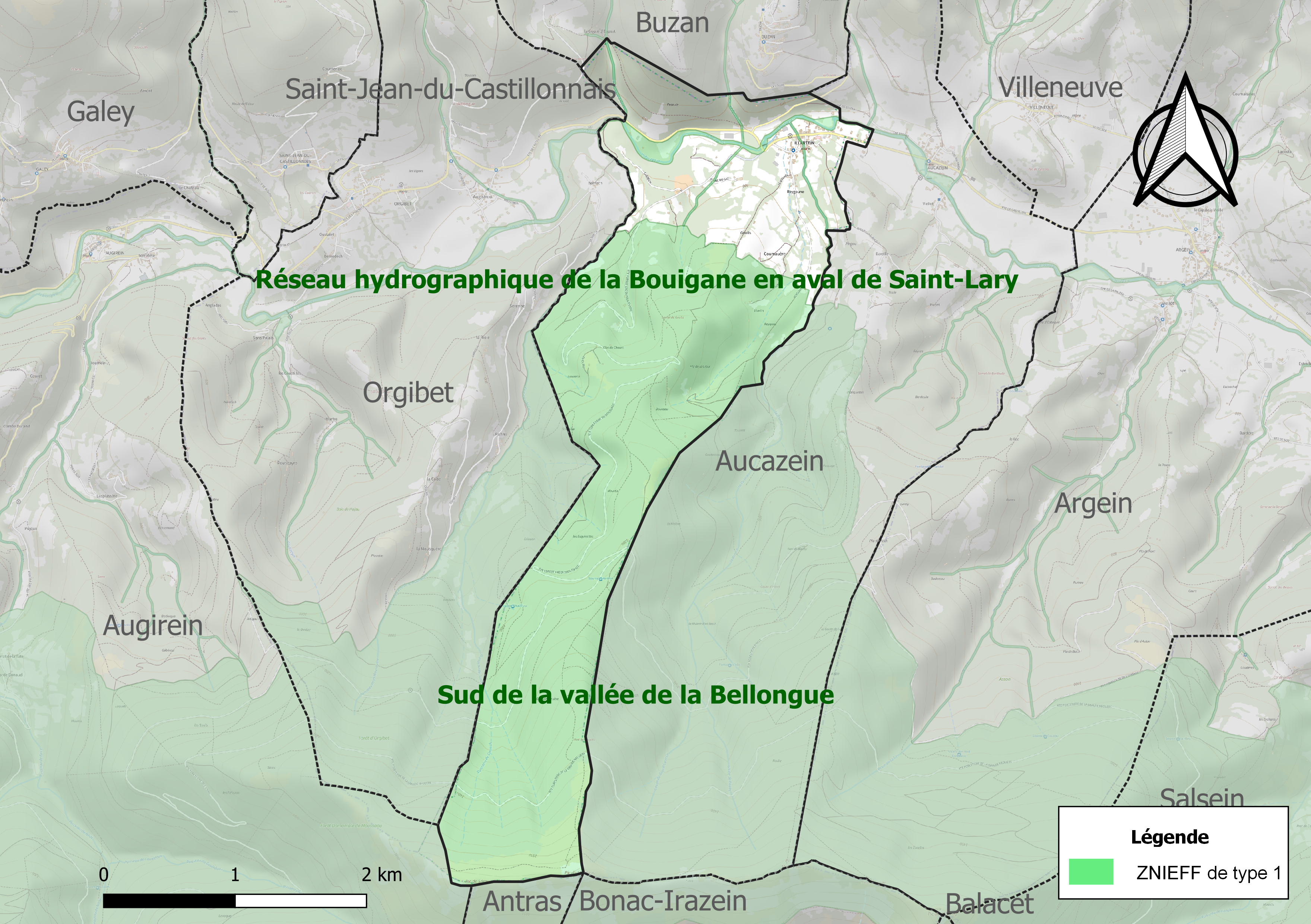
Carte des ZNIEFF de type 1 sur la commune.
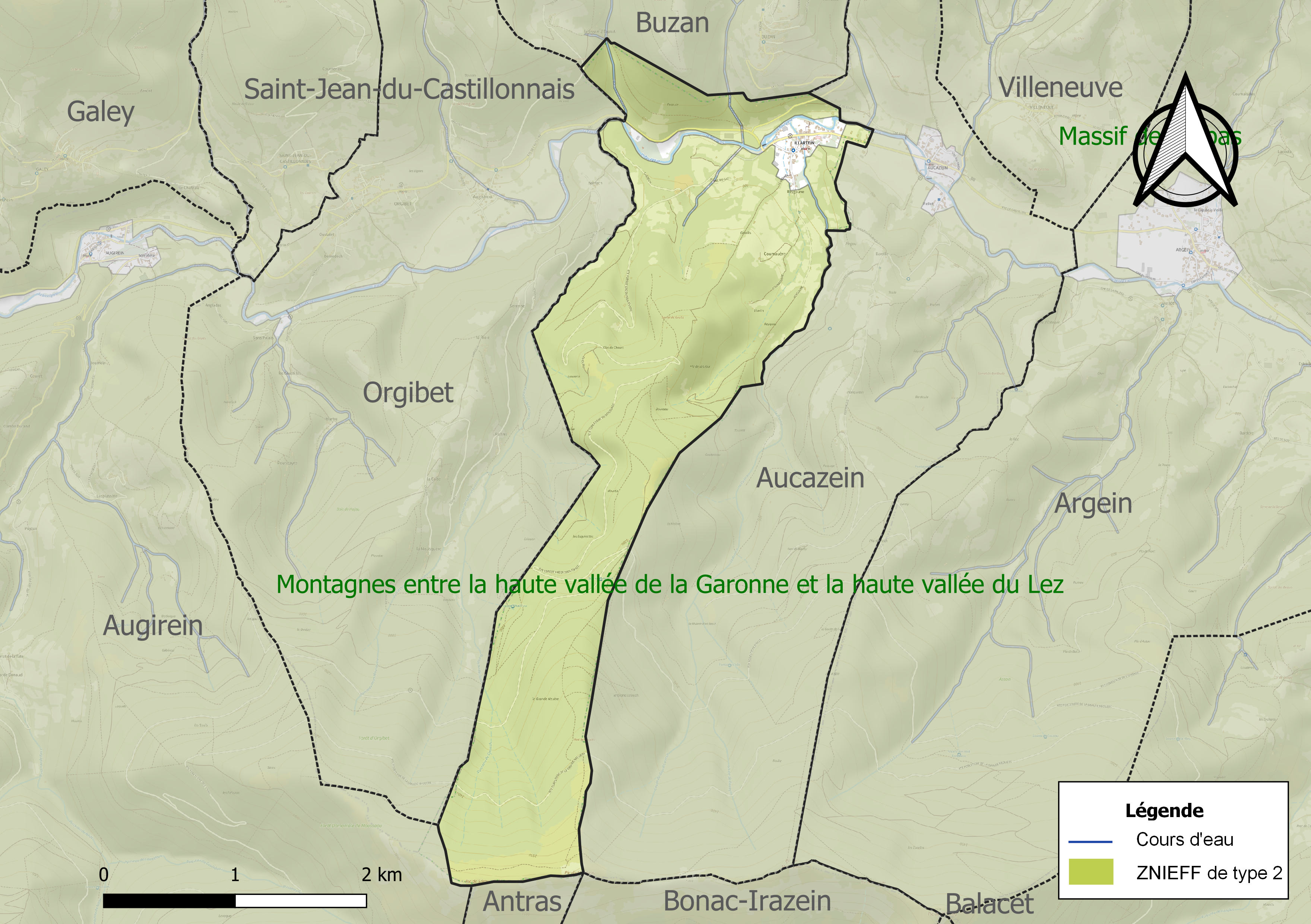
Carte des ZNIEFF de type 2 sur la commune.

## Urbanisme

### Typologie
Au 1er janvier 2024, Illartein est catégorisée commune rurale à habitat dispersé, selon la nouvelle grille communale de densité à 7 niveaux définie par l'Insee en 2022.
Elle est située hors unité urbaine. Par ailleurs la commune fait partie de l'aire d'attraction de Saint-Girons, dont elle est une commune de la couronne,. Cette aire, qui regroupe 70 communes, est catégorisée dans les aires de moins de 50 000 habitants,.

### Occupation des sols
L'occupation des sols de la commune, telle qu'elle ressort de la base de données européenne d’occupation biophysique des sols Corine Land Cover (CLC), est marquée par l'importance des forêts et milieux semi-naturels (80,1 % en 2018), une proportion identique à celle de 1990 (80,1 %). La répartition détaillée en 2018 est la suivante : 
forêts (74,9 %), prairies (14,9 %), milieux à végétation arbustive et/ou herbacée (5,2 %), zones agricoles hétérogènes (5 %). L'évolution de l’occupation des sols de la commune et de ses infrastructures peut être observée sur les différentes représentations cartographiques du territoire : la carte de Cassini (XVIIIe siècle), la carte d'état-major (1820-1866) et les cartes ou photos aériennes de l'IGN pour la période actuelle (1950 à aujourd'hui).

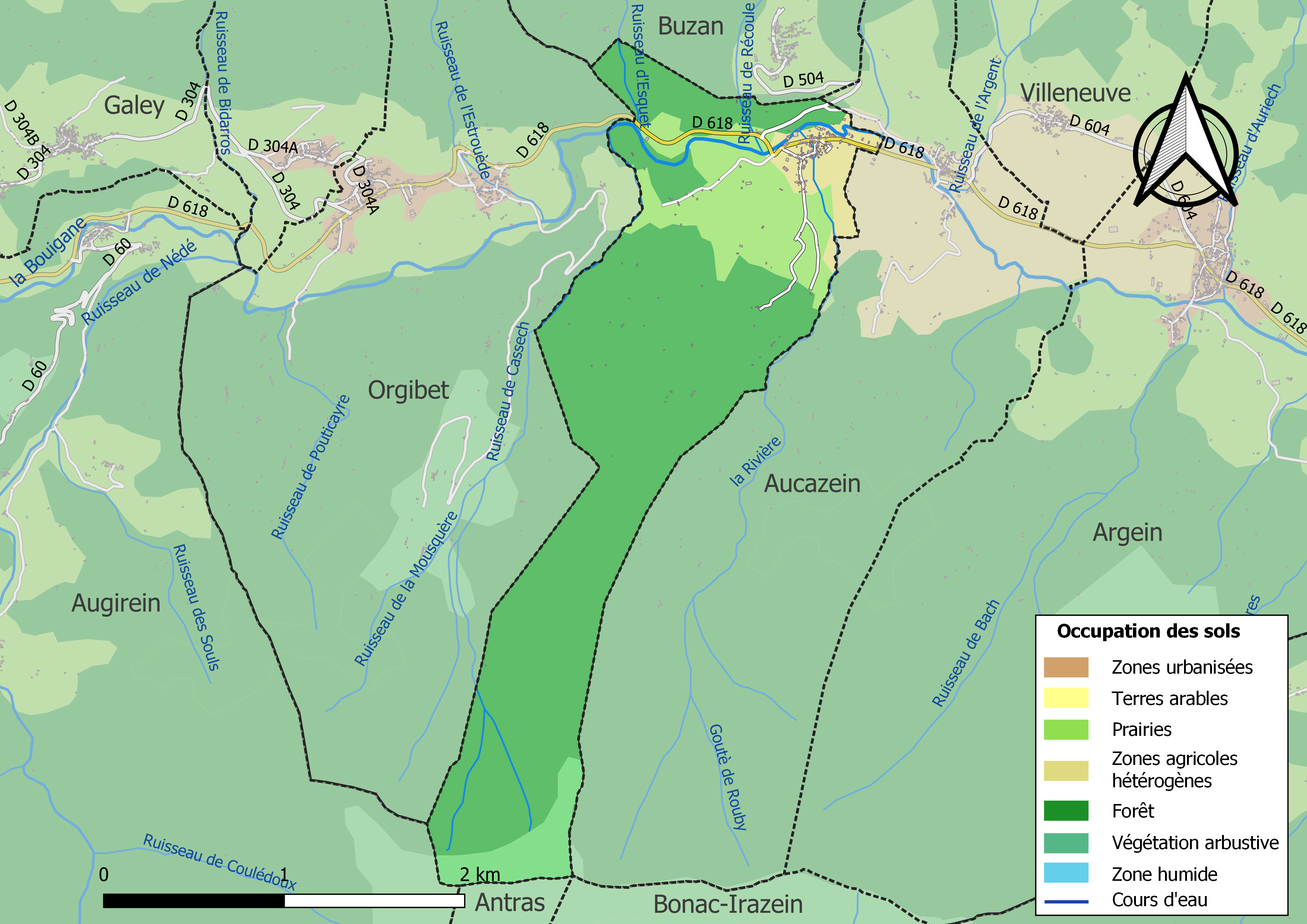
Carte des infrastructures et de l'occupation des sols de la commune en 2018 (CLC).

### Habitat et logement
En 2018, le nombre total de logements dans la commune était de 89, alors qu'il était de 90 en 2013 et de 85 en 2008.
Parmi ces logements, 44,9 % étaient des résidences principales, 51,7 % des résidences secondaires et 3,4 % des logements vacants. Ces logements étaient pour 100 % d'entre eux des maisons individuelles et pour 0 % des appartements.
Le tableau ci-dessous présente la typologie des logements à Illartein en 2018 en comparaison avec celle de l'Ariège et de la France entière. Une caractéristique marquante du parc de logements est ainsi une proportion de résidences secondaires et logements occasionnels (51,7 %) supérieure à celle du département (24,6 %) et à celle de la France entière (9,7 %). Concernant le statut d'occupation de ces logements, 80 % des habitants de la commune sont propriétaires de leur logement (75,6 % en 2013), contre 66,3 % pour l'Ariège et 57,5 % pour la France entière.
| Typologie                                               | Illartein | Ariège | France entière |
| ------------------------------------------------------- | --------- | ------ | -------------- |
| Résidences principales (en %)                           | 44,9      | 65,7   | 82,1           |
| Résidences secondaires et logements occasionnels (en %) | 51,7      | 24,6   | 9,7            |
| Logements vacants (en %)                                | 3,4       | 9,7    | 8,2            |

### Risques majeurs

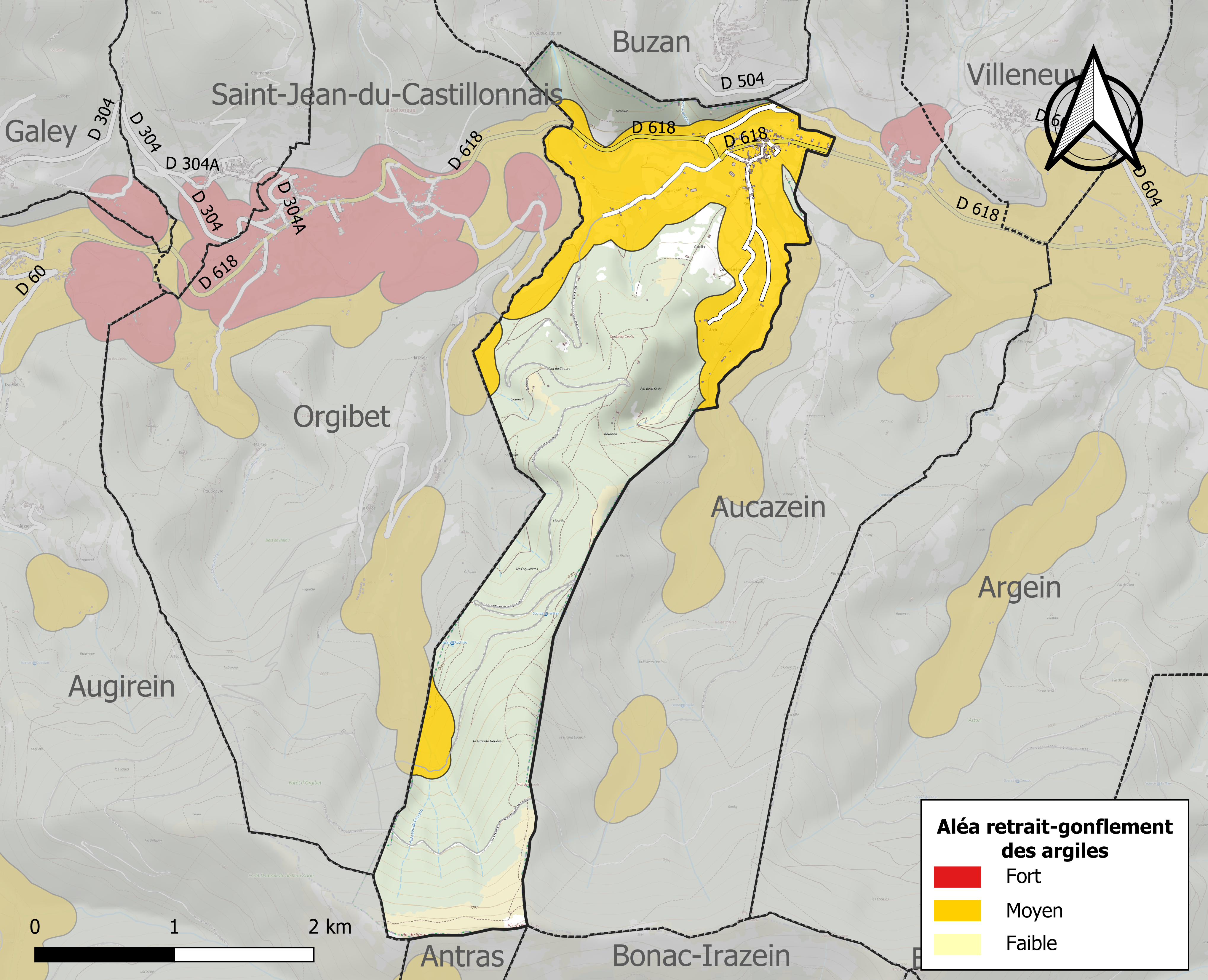
Zonage de l'aléa retrait-gonflement des argiles sur la commune d'Illartein.

Le territoire de la commune d'Illartein est vulnérable à différents aléas naturels : inondations, climatiques (grand froid ou canicule), feux de forêts, mouvements de terrains, avalanche  et séisme (sismicité modérée),.
Certaines parties du territoire communal sont susceptibles d’être affectées par le risque d’inondation par crue torrentielle d'un cours d'eau, ou ruissellement d'un versant.
Les mouvements de terrains susceptibles de se produire sur la commune sont soit des chutes de blocs, soit des glissements de terrains, soit des mouvements liés au retrait-gonflement des argiles. Près de 50 % de la superficie du département est concernée par l'aléa retrait-gonflement des argiles, dont la commune d'Illartein. L'inventaire national des cavités souterraines permet par ailleurs de localiser celles situées sur la commune.

## Toponymie
Origine inconnue, mais une influence basque comme dans le val d'Aran tout proche est possible.

## Politique et administration

### Découpage territorial
La commune d'Illartein est membre de la communauté de communes Couserans-Pyrénées, un établissement public de coopération intercommunale (EPCI) à fiscalité propre créé le 18 novembre 2016 dont le siège est à Saint-Lizier. Ce dernier est par ailleurs membre d'autres groupements intercommunaux.
Sur le plan administratif, elle est rattachée à l'arrondissement de Saint-Girons, au département de l'Ariège, en tant que circonscription administrative de l'État, et à la région Occitanie.
Sur le plan électoral, elle dépend du canton du Couserans Ouest pour l'élection des conseillers départementaux, depuis le redécoupage cantonal de 2014 entré en vigueur en 2015, et de la première circonscription de l'Ariège  pour les élections législatives, depuis le redécoupage électoral de 1986.

### Liste des maires
| Période                                  | Période      | Identité       | Étiquette | Qualité   |
| ---------------------------------------- | ------------ | -------------- | --------- | --------- |
| mars 2001                                | octobre 2020 | Alain Bourgeon | DVD       | Retraité  |
| octobre 2020                             | En cours     | Dalia Dedieu   | SE        | Retraitée |
| Les données manquantes sont à compléter. |              |                |           |           |

Le 29 avril 2018, la commune a voté pour le projet de fusion avec les communes limitrophes d'Orgibet, Saint-Jean-du-Castillonnais et Buzan.

## Démographie
| 1793 | 1800 | 1806 | 1821 | 1831 | 1836 | 1841 | 1846 | 1851 |
| ---- | ---- | ---- | ---- | ---- | ---- | ---- | ---- | ---- |
| 265  | 265  | 321  | 330  | 398  | 407  | 462  | 473  | 423  |

| 1856 | 1861 | 1866 | 1872 | 1876 | 1881 | 1886 | 1891 | 1896 |
| ---- | ---- | ---- | ---- | ---- | ---- | ---- | ---- | ---- |
| 434  | 425  | 430  | 507  | 380  | 345  | 327  | 280  | 255  |

| 1901 | 1906 | 1911 | 1921 | 1926 | 1931 | 1936 | 1946 | 1954 |
| ---- | ---- | ---- | ---- | ---- | ---- | ---- | ---- | ---- |
| 233  | 213  | 172  | 153  | 128  | 120  | 126  | 110  | 83   |

| 1962 | 1968 | 1975 | 1982 | 1990 | 1999 | 2004 | 2006 | 2009 |
| ---- | ---- | ---- | ---- | ---- | ---- | ---- | ---- | ---- |
| 72   | 67   | 60   | 46   | 54   | 77   | 72   | 70   | 80   |

| 2014 | 2019 | 2022 | - | - | - | - | - | - |
| ---- | ---- | ---- | - | - | - | - | - | - |
| 76   | 73   | 73   | - | - | - | - | - | - |

## Économie

### Emploi
| Division       | 2008   | 2013   | 2018   |
| -------------- | ------ | ------ | ------ |
| Commune        | 11,1 % | 22,2 % | 11,9 % |
| Département    | 8,9 %  | 11,1 % | 11,2 % |
| France entière | 8,3 %  | 10 %   | 10 %   |

En 2018, la population âgée de 15 à 64 ans s'élève à 42 personnes, parmi lesquelles on compte 76,2 % d'actifs (64,3 % ayant un emploi et 11,9 % de chômeurs) et 23,8 % d'inactifs,. Depuis 2008, le taux de chômage communal (au sens du recensement) des 15-64 ans est supérieur à celui de la France et du département.
La commune fait partie de la couronne de l'aire d'attraction de Saint-Girons, du fait qu'au moins 15 % des actifs travaillent dans le pôle,. Elle compte 3 emplois en 2018, contre 8 en 2013 et 3 en 2008. Le nombre d'actifs ayant un emploi résidant dans la commune est de 28, soit un indicateur de concentration d'emploi de 10,8 % et un taux d'activité parmi les 15 ans ou plus de 53,2 %.
Sur ces 28 actifs de 15 ans ou plus ayant un emploi, 1 travaillent dans la commune, soit 4 % des habitants. Pour se rendre au travail, 92,9 % des habitants utilisent un véhicule personnel ou de fonction à quatre roues, 3,6 % les transports en commun et 3,6 % n'ont pas besoin de transport (travail au domicile).

### Activités hors agriculture
5 établissements sont implantés  à Illartein au 31 décembre 2019.
Le secteur de l'industrie manufacturière, des industries extractives et autres est prépondérant sur la commune puisqu'il représente 60 % du nombre total d'établissements de la commune (3 sur les 5 entreprises implantées  à Illartein), contre 12,9 % au niveau départemental.

### Agriculture
|                                   | 1988 | 2000 | 2010 |
| --------------------------------- | ---- | ---- | ---- |
| Exploitations                     | 7    | 3    | 1    |
| Superficie agricole utilisée (ha) | 82   | 43   | 9    |

La commune fait partie de la petite région agricole dénommée « Région pyrénéenne ». En 2010, l'orientation technico-économique de l'agriculture  sur la commune est l'élevage de bovins pour la viande. une seule  exploitation agricole ayant son siège dans la commune est recensée lors du recensement agricole de 2010 (sept en 1988). La superficie agricole utilisée est de 9 ha.

## Culture locale et patrimoine
- Église Saint-Germier.

## Personnalités liées à la commune
- Henri-Robert Cazalé, météorologue, plus connu en tant qu'écrivain auteur, entre autres, de La ballade du Miquelet, 1989, sur les bases de la résistance en Ariège et l'épopée de la Brigade espagnole, Ma furie Lambertine, 1993, une des figures féminines de la Révolution française et enfin, Raymond la Flibuste, 1994.

## Pour approfondir